# Équipe du Liban de Coupe Davis
L'équipe du Liban de Coupe Davis représente le Liban à la Coupe Davis. Elle est placée sous l'égide de la Fédération libanaise de tennis.

## Historique
L'équipe libanaise de Coupe Davis dispute pour la première fois la compétition en 1957 lorsqu'elle accueille la Nouvelle-Zélande à Beyrouth. Défaite 5 à 0, elle affronte également la Colombie en 1959, la Finlande en 1962 et l'Égypte en 1963. Elle refait son apparition en 1969 et dispute quatre autres rencontres jusqu'en 1974, sans toutefois trouver la voie du succès. La guerre civile libanaise entraîne le retrait de l'équipe pendant plusieurs années.
La sélection libanaise fait en effet son retour en 1992 où elle intègre la troisième division Asiatique. En 1997, l'équipe qui s'appuie sur le duo de joueurs professionnels Ali Hamadeh et Jicham Zaatini, s'achemine jusqu'en première division continentale et s'y maintient pendant trois ans, puis y accède une nouvelle fois en 2002. Le Liban se relance en 2018, signant une série de huit victoires consécutives sous l'impulsion de l'allemand d'origines libanaises Benjamin Hassan et de l'universitaire du Texas A&M Hady Habib, battant tour à tour Taïwan, Hong Kong et la Thaïlande. De retour dans le groupe I, l'équipe s'incline sur le fil contre l'Ouzbékistan en 2019 mais écarte de nouveau la Thaïlande lors des barrages en 2020.

## Joueurs de l'équipe
- Benjamin Hassan
- Hady Habib
- Giovani Samaha

## Anciens joueurs notables
- Nicolas ZAHAR (1893-1980), premier international classé ATP libanais, dans les années 20; Il jouait alors pour l'Égypte qu'il emmena jusqu'en quart-finale de la Coupe Davis.
- Karim Alayli (25 victoires pour 30 défaites en 35 rencontres pendant 15 ans)
- Patrick Chucri (22 victoires pour 26 défaites en 31 rencontres pendant 12 ans)
- Bassam Beidas (21 victoires pour 7 défaites en 16 rencontres pendant 5 ans)
- Ali Hamadeh (30 victoires pour 14 défaites en 20 rencontres pendant 7 ans)
- Jicham Zaatini (24 victoires pour 20 défaites en 18 rencontres pendant 9 ans)

## Historique des capitanats
- Makram Alameddine (1992-1994)
- Karim El Khoury (1995)
- Karim Assouad (1996-1999)
- Raymond Kattoura (2000-2004)
- Hussein Badreddine (2005-2017)
- Nasri Michel Achkar (2018)
- Fadi Youssef (depuis 2019)